# Pernumia
Pernumia (Parnùmia in veneto) è un comune italiano di 3 787 abitanti della provincia di Padova in Veneto, situato a sud del capoluogo di provincia.

## Storia

### Età romana
In epoca romana Pernumia era già attesta come insediamento commerciale lungo la strada che collegava Bologna ad Aquileia (la cosiddetta Via Annia o Emilia–Altinate); e anch'essa, come tutte le altre città, era collocata lungo il Bacchiglione e l'Adige, e dipendeva da Este. Che quest'ultima fosse pienamente romana non ne abbiamo certezza, questo perché, sottostante la Chiesa di Santa Giustina, sappiamo essere presenti un agglomerato di tombe di epoca romana, ma tra l'XI e il XII secolo d.C. venne intrapreso un grande progetto di bonifica da parte dei monaci benedettini che ne modificò la conformazione dando l'idea che l'intero centro abitato fosse di origine post-classica. 

### Età altomedievale
Dopo la conquista longobarda (586-667), tutto il territorio compreso fra Padova ed Este diviene di loro proprietà; Monselice invece, resiste alla venuta longobarda e diviene il nuovo capoluogo Bizantino, sostituendosi ad Este. Essa era posizionata in un punto strategico a protezione di tutto il territorio dei colli Euganei. Infine anche quest'ultima, nel 602 d. C., viene conquistata dai longobardi, sotto la guida di Agilulfo. Pernumia quindi, di conseguenza a questo evento, ricade nel protettorato dei ducati longobardi. Durante questo periodo, la città di Pernumia era attestata con il nome di Pronumian o Pronomias.

### Simboli
Lo stemma è stato concesso con regio decreto del 3 aprile 1926.
Il castello rievoca la presenza di un fortilizio posto a difesa dell'alto corso del Vigenzone; il tripode con cinque fiammelle deriva dal blasone dei signori locali che trassero il cognome dal paese.
Il gonfalone in uso è un drappo di bianco.

## Monumenti e luoghi d'interesse

### Architetture religiose

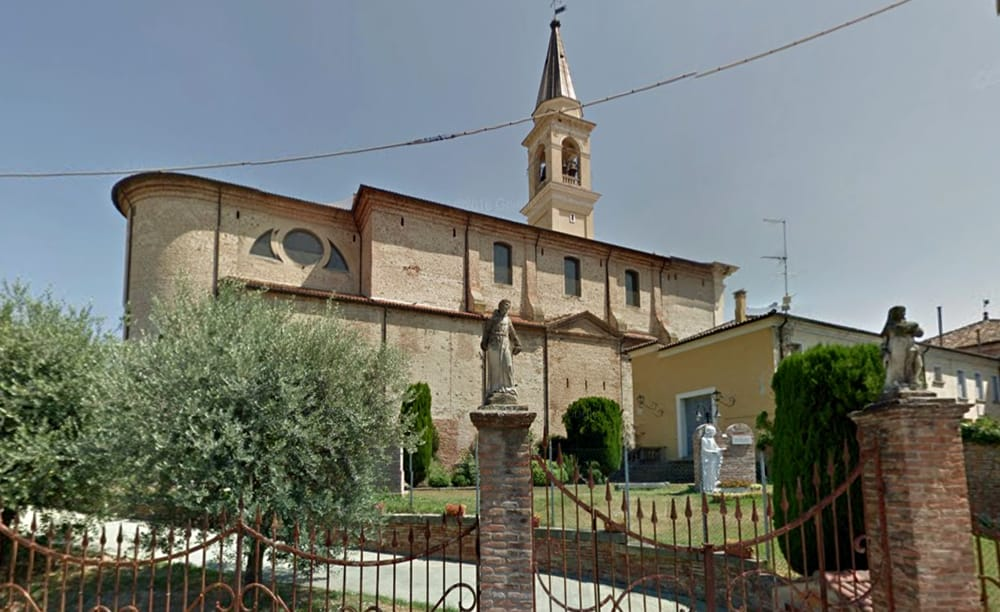
La chiesa parrocchiale di Santa Giustina, costruita nel Settecento.

- Chiesa parrocchiale di Santa Giustina (XVIII secolo) con la torre campanaria e la casa del Capitano detta Ca' di Dio, costruzione medievale già sede della guardia padovana.[9]
- Oratorio della Madonna del Carmine, in frazione Maseralino.
- Ex monastero dei monaci della cintura: la sua posizione è inglobata nelle moderne strutture abitative poste nell'isolato che si affaccia sulla moderna via maggiore e di fronte al Parco di Villa Maldura.

### Architetture civili
- Villa Maldura Grifalconi Bonaccorsi (XVIII secolo): con il suo enorme parco, (vero e proprio polmone verde) e lo splendido oratorio della Santissima Trinità al cui interno si possono ancora ammirare lacerti di pregiati affreschi del XV secolo, aperta da fine marzo a fine ottobre[10]

## Società

### Evoluzione demografica
Abitanti censiti

### Etnie e minoranze straniere
Al 31 dicembre 2022 gli stranieri residenti nel comune erano 286, ovvero il 7,6% della popolazione. Di seguito sono riportati i gruppi più consistenti:
1. Romania 79
2. Marocco 69
3. Moldavia 30

## Economia
L’agricoltura produce cereali, foraggi, ortaggi, frumento, uva e frutta; si allevano bovini e avicoli.

### Eventi
- Festa dell'asparago: iniziativa punta a promuovere e valorizzare la coltivazione dell’asparago, ampiamente diffusa nel territorio da più di cinquant’anni.[14]

## Amministrazione

### Sindaci dal 1946
|                                                      | Ettore Buson                            | Democrazia Cristiana              | 1946-1956      | 1946   |
| 1951                                                 | Ettore Buson                            | Democrazia Cristiana              | 1946-1956      |        |
|                                                      | Luigi Mortin                            | Democrazia Cristiana              | 1956-1963      | 1956   |
| 1960                                                 | Luigi Mortin                            | Democrazia Cristiana              | 1956-1963      |        |
|                                                      | Giuseppe Pavanello                      | Democrazia Cristiana              | 1963-1975      | (1960) |
| 1964                                                 | Giuseppe Pavanello                      | Democrazia Cristiana              | 1963-1975      |        |
| 1970                                                 | Giuseppe Pavanello                      | Democrazia Cristiana              | 1963-1975      |        |
|                                                      | Amleto Zorgati                          | Democrazia Cristiana              | 1975-1985      | 1975   |
| 1980                                                 | Amleto Zorgati                          | Democrazia Cristiana              | 1975-1985      |        |
|                                                      | Roberto Buson                           | Democrazia Cristiana              | 1985-1995      | 1985   |
| 1990                                                 | Roberto Buson                           | Democrazia Cristiana              | 1985-1995      |        |
| Sindaci eletti direttamente dai cittadini (dal 1995) |                                         |                                   |                |        |
|                                                      | Guido Contarin                          | Lista civica Insieme per Pernumia | 1995           | 1995   |
|                                                      | Luca Marchese (Commissario prefettizio) | -                                 | 1995-1996      | -      |
|                                                      | Lucio Conforto                          | Centro-sinistra                   | 1996-2005      | 1996   |
| 2000                                                 | Lucio Conforto                          | Centro-sinistra                   | 1996-2005      |        |
|                                                      | Giovanni Magarotto                      | Centro-destra                     | 2005-2010      | 2005   |
|                                                      | Luciano Simonetto                       | Centro                            | 2010-2020      | 2010   |
| 2015                                                 | Luciano Simonetto                       | Centro                            | 2010-2020      |        |
|                                                      | Marco Montin                            | Lega                              | 2020-in carica | 2020   |

## Sport
- A.C. Pernumia: squadra di calcio dilettantistica di Pernumia (solo prima squadra).
- Polisportiva Real Terme: squadra di calcio fondata nel 2020 grazie alla fusione del settore giovanile del Pernumia, all'A.C.D. Galzignano Terme e al Calcio Battaglia.
- Volley Pernumia: associazione dilettantistica di pallavolo femminile.
- Centro Sportivo Pernumia (da Ced): centro sportivo con campi da tennis, calcio a 5 e pedane da soft dart (freccette elettroniche).

Bibliografia 
Luigi Zanini, " Pernumia Ruzante " , I° Pernumia paese natio di Ruzante ; II° A Pernumia le tre case della Betìa , Pernumia MCMLXXIX.
Giovanni Prosdocimi, Pernumia e l'asino sul campanile. Pernumia MCMLXXXVIII.
Gianni Turatti, Angelo Beolco detto Ruzante: il contadino da oggetto di scherno a protagonista della scena teatrale. Este 2024. In "Terra d'Este " n. 67 (anno XXXIV)

Note :
1. 1 2   Bilancio demografico mensile anno 2024 (dati provvisori), su demo.istat.it, ISTAT.
2. ↑   Classificazione sismica (XLS), su rischi.protezionecivile.gov.it.
3. ↑   Tabella dei gradi/giorno dei Comuni italiani raggruppati per Regione e Provincia (PDF), in Legge 26 agosto 1993, n. 412, allegato A, Agenzia nazionale per le nuove tecnologie, l'energia e lo sviluppo economico sostenibile, 1º marzo 2011,  p. 151. URL consultato il 25 aprile 2012 (archiviato dall'url originale il 1º gennaio 2017).
4. ↑   Gianna Marcato, Lingue e dialetti nel Veneto, Padova, Unipress, 2005.
5. ↑   VIA EMILIA ALTINATE, su romanoimpero.com. URL consultato il 22 maggio 2024.
6. ↑   Eredità culturali dell'Adriatico: archeologia, storia, lingua e letteratura, Roma, Viella S.r.l., 2008,  p. 155.
7. ↑   Pernumia, su Archivio Centrale dello Stato. URL consultato l'8 luglio 2023.
8. ↑  Blasone della famiglia Pernumia di Padova: spaccato d'argento e di rosso, ad un lampione d'argento (alias da un braciere d'argento, sostenuto da tre piedi di nero), riempito di fiamme di rosso ed attraversante sulla partizione. Cfr  G.B. di Crollalanza, Dizionario storico blasonico delle famiglie nobili e notabili italiane estinte e fiorenti, vol. II, Bologna, Arnaldo Forni, 1886,  p. 315.
9. ↑   La pieve di Pernumia, su parrocchiemap.it. URL consultato il 12 gennaio 2019 (archiviato dall'url originale il 13 gennaio 2019).
10. ↑  apertura parco comune.pernumia.pd.it
11. ↑  Statistiche I.Stat ISTAT  URL consultato in data 28-12-2012.
Nota bene: il dato del 2021 si riferisce al dato del censimento permanente al 31 dicembre di quell'anno. Fonte:  Popolazione residente per territorio - serie storica, su esploradati.censimentopopolazione.istat.it.
12. ↑   Bilancio demografico e popolazione residente straniera al 31 dicembre 2022 per sesso e cittadinanza, su demo.istat.it, ISTAT. URL consultato il 2 agosto 2023.
13. ↑   cittadini stranieri, su tuttitalia.it.
14. ↑  Mi presento sono l'asparago di Pernumia comune.pernumia.pd.it